# ارنست گ باوئر
 ارنست گ باوئر (انگلیسی: Ernst G. Bauer؛ زاده ۱۹۲۸) یک فیزیک‌دان است.